# Kızılçukur, Hisarcık
Kızılçukur là một xã thuộc huyện Hisarcık, tỉnh Kütahya, Thổ Nhĩ Kỳ. Dân số thời điểm năm 2008 là 152 người.